# Тревіс Каланик
Тревіс Корделл Каланик (англ. Travis Cordell Kalanick, народився 6 серпня 1976 року) — американський підприємець, співзасновник пірингової файлообмінної компанії RedSwoosh і мережевої транспортної компанії Über.
У 2014 році включений Forbes в список 400 найбагатших американців, посівши в ньому 290-ту сходинку, з капіталом 6 мільярдів доларів.
Згодом той же Forbes помістив Тревіса Каляника на 64-е місце серед найвпливовіших людей світу (одразу за Башаром Асадом).
2015 року Каланик потрапив у число фіналістів анкети «Особа року» журналу Time.

## Походження
Його мати Бонні, за національністю єврейка (до шлюбу Горвиць), працювала в рекламному відділі Los Angeles Daily News, а батько, Рональд Е. Каланик, був інженером-будівельником в Лос-Анджелесі.
Американські джерела пишуть про родину Калаників, що вона походить із Австрії та має чеське походження.
Насправді ж прадід Тревіса Каланика, Ян (Іван?) Каланин походив із Східної Словаччини (Пряшівщини) і, можливо, мав русинське (лемківське) походження (подібно до предків Енді Воргола). У його рідному гірському селі Валашківці під Вигорлатом була греко-католицька церква. 1937 року село перестало існувати, його людність переселили до Гуменного, а на місці поселення влаштували військове стрільбище. Як і третина його односельців, Ян (Іван?) Каланин виїхав до США наприкінці XIX століття, де, подібно до решти своїх земляків, працював у вугільних копальнях — спочатку у Пенсільванії, потім в Огайо, а з початку XX століття — у містечку Стокетт (Монтана). З часом родина змінила прізвище на Каланик і придбала ферму, де виросли 8 дітей І.Каланина: Джон, Майк, Пол, Майкл, Енн, Мері, Сьюзен Каланики, а також дід Тревіса, Стів Каланик.

## Юність і освіта
Тревіс Каланик народився 6 серпня 1976 року в Лос-Анджелесі.
У Вокера є дві зведені сестри і брат Кору, пожежний. Жив у Нортріджі, Каліфорнія, де закінчив школу Гранада-Хіллс і вступив у коледж при Каліфорнійському університеті, на комп'ютерну техніку. Під час навчання в університеті приєднався до студентського братства Theta Xi.

## Кар'єра

Каланик виступає на конференції DLD 2015 у Мюнхені

### Scour
У 1998 році Тревіс Каланик і два його однокурсника, Майкл Тодд і Вінс Бьюсам кинули університет щоб підключитися до розробки проекту Дена Родрігеса, файлообмінника Scour. У 2000 році Американська асоціація кінокомпаній, Американська асоціація звукозаписних компаній (RIAA) і Національна асоціація музичних видавців (NMPA) подали позов проти Scour звинувативши власників проекту в порушенні авторського права. У вересні того ж року власники Scour оголосили про банкрутство.

### Red Swoosh
У 2001 році разом з колишньою командою розробників Scour, Каланик почав нову компанію під назвою Red Swoosh (Червона галочка). Це знову була пірінгова файлообмінна мережа. В Red Swoosh використовувалися прогресивні технології, з допомогою яких вдалося підвищити пропускну здатність мережі, що дозволило користувачам обмінюватися і торгувати великими медіа-файлами, включаючи музичні файли та відео. У 2007 році Akamai Technologies придбала компанію Red Swoosh за 19 мільйонів доларів.

### Uber
У 2009 році Тревіс Каланик і Гаррет Кемп, створили Uber, мобільний додаток, що дозволяє зв'язати пасажирів з найманими водіями для отримання послуг таксі. В даний час Über працює в 58 країнах і більш ніж 300 містах по всьому світу. Просування Über зустріло протидію в деяких містах Північної Америки, зокрема у Вашингтоні, Чикаго, Торонто і в Нью-Йорку. Компанія працює в умовах жорсткої конкуренції на ринку, насиченому постачальниками таких послуг, а також власними клонами в таких містах, як Лондон. У листопаді 2014 року, Каланика критикували за дотримання тактики «виграти будь-якою ціною» при управлінні компанією.

### Інше
Тревіс Каланик часто виступає на конференціях і ділових заходах, включаючи TechCrunch Disrupt, Tech Cocktail, DLD і LeWeb.
У грудні 2016 року увійшов до складу Президентського форуму з стратегії і політики — групи з 16 найбільш успішних та шанованих американських підприємців, завдання яких консультувати 45-го президента США Дональда Трампа з питань, пов'язаних з економічним розвитком, створенням нових робочих місць та підвищенням продуктивності праці. Однак на початку лютого 2017 року на тлі тиску з боку активістів і співробітників компанії, які виступають проти імміграційної політики адміністрації нового глави держави, оголосив про своє рішення покинути раду.